# وين مو كياو
وين مو كياو هو لاعب كرة قدم ميانماري في مركز الدفاع، ولد في 9 أكتوبر 1996. شارك مع منتخب ميانمار لكرة القدم. أما مع النوادي، فقد لعب مع Magwe F.C. ‏.